# Rue d'Amerval
La rue d'Amerval est une voie de la commune française de Nancy, dans le département de Meurthe-et-Moselle, en région Grand Est.

## Situation et accès
La rue d'Amerval est sise au sein de la Vieille-ville de Nancy, parallèlement à la Grande-Rue et au Cours Léopold. La voie appartient administrativement au quartier Ville-Vieille - Léopold.
Débutant à son extrémité méridionale perpendiculairement à la rue Stanislas, la rue d'Amerval adopte une direction générale nord-sud. La voie finit à l'intersection partagée avec les rues de la Monnaie et Callot, elle croise la rue Gustave-Simon.

## Origine du nom
Le nom de cette rue fait référence au nom du propriétaire des terrains, Louis Joseph d'Amerval, sur lesquels la voie fut créée.

## Historique
Cette voie est créée de 1808 à 1810, sous le nom de « rue de la Constitution », sur des terrains appartenant au comte Louis Joseph d'Amerval acquis par la ville après la démolition de l’hôtel de Vioménil, afin de relier les deux villes de Nancy.
En 1830, elle prit le nom de « rue Damerval » puis « rue d'Amerval ».